# Shane Victor
Shane Victor (29 dicembre 1988) è un velocista sudafricano.

## Palmarès
| Anno | Manifestazione | Sede     | Evento  | Risultato | Tempo   | Note |
| ---- | -------------- | -------- | ------- | --------- | ------- | ---- |
| 2011 | Universiadi    | Shenzhen | 4×400 m | Bronzo    | 3'05"61 |      |
| 2011 | Mondiali       | Taegu    | 4×400 m | Argento   | 2'59"87 |      |